# 登別地獄まつり
登別地獄まつり（のぼりべつじごくまつり）とは毎年8月の最終土曜日・日曜日に、登別温泉の地獄谷から地獄の釜のふたが開いて、閻魔（えんま）大王が鬼たちを引き連れて登別温泉に訪れるという伝説をもとにした祭り。
登別太鼓や登別市立登別中学校の生徒が担ぐ鬼みこしや熊舞、鬼踊りなどがある。

## 歴史
- 1951年7月　支笏洞爺国立公園の国立公園指定に伴い、登別地獄まつりの先駆けとなる『温泉祭り』が開催される。
- 1964年9月4日　第一回『登別地獄まつり』が開催される。
- 1963年　観光協会の総会での提案により、内容を一新した『登別地獄まつり』が開催される。
- 2004年　まつりの期間が2日間に短縮される。
- 2013年　第五十回の開催を記念し、3日間開催。3日目が9月にまたがるため、一週間早めた開催となった。
- 2014年　アニメ「鬼灯の冷徹」とコラボレーションし、全国各地よりファンが押し寄せた。

## 概要

### 会場
登別温泉街 - メインストリート・第一滝本館玄関前まつり特設舞台・泉源公園・第一滝本館裏
- 最寄駅・最寄バス停 登別駅 - 道南バス 「登別温泉」 - 「第一滝本館前」

## タイムスケジュール

### 2009年度
土曜日
| 時間        | 場所                       | 内容                                                       |
| ----------- | -------------------------- | ---------------------------------------------------------- |
| 12:05~12:15 | 第一滝本館前               | オープニングカット                                         |
| 12:15~13:00 | 登別温泉街メインストリート | 登別市立登別小学校・オニッコマーチングバンド演奏           |
| 12:00~16:00 | 泉源公園                   | ものづくりコーナー                                         |
| 13:00~13:40 | まつり特設舞台             | 登別市立登別中学校吹奏楽部演奏会                           |
| 13:00~15:00 | メインストリート           | 足湯コーナー・湯花どろんこ遊び                             |
| 14:00~15:00 | まつり特設舞台             | 太鼓演奏                                                   |
| 15:45~17:30 | ホテル・旅館巡り           | 地獄の釜みこし                                             |
| 19:05~19:15 | まつり特設舞台             | 地獄の釜開き                                               |
| 19:15~19:45 | メインストリート往復       | 鬼みこし暴れねりこみ                                       |
| 19:45~20:10 | メインストリート           | 前触れ太鼓                                                 |
| 20:15~20:50 | メインストリート           | 鬼踊り大群舞（仮装鬼踊りコンテスト・鬼踊り団体コンテスト） |
| 20:50~21:10 | まつり特設舞台             | 鬼踊りコンテスト審査発表                                   |
| 20:50~21:10 | セブンイレブン登別温泉店横 | 地獄ぼした                                                 |
| 21:10~21:50 | メインストリート           | 閻魔大王山車運行                                           |

極楽通り歩行者天国 12:00~15:30・19:00~22:00
日曜日
| 時間        | 場所                 | 内容                                 |
| ----------- | -------------------- | ------------------------------------ |
| 12:05~15:20 | まつり特設舞台       | サマーハーモニーフェス               |
| 12:00~16:00 | 泉源公園             | ものづくりコーナー                   |
| 12:30~15:00 | メインストリート     | 足湯コーナー・湯花どろんこ遊び       |
| 19:05~19:35 | メインストリート往復 | 鬼みこし暴れねりこみ                 |
| 19:35~20:00 | メインストリート     | 前触れ太鼓                           |
| 20:05~20:35 | まつり特設舞台       | 鬼踊り大群舞（鬼踊り団体コンテスト） |
| 20:35~20:40 | まつり特設舞台       | 鬼踊りコンテスト審査発表             |
| 20:40~21:20 | メインストリート     | 閻魔大王山車運行                     |
| 21:30~      | 第一滝本館裏         | ファイナル花火大会                   |

極楽通り歩行者天国 12:00~15:30・19:00~22:15

### 2015年度
土曜日
| 時間        | 場所                 | 内容 |
| ----------- | -------------------- | --- |
| 14:00~17:50 | ホテル旅館廻り       | エンマ大王が訪問！！地獄まつり前触れ 14:00～地獄谷→14:30～登別石水亭→14:50～御やど清水屋→ 15:05～パークホテル雅亭→15:25～滝乃家→15:40～ホテルまほろば→ 15:55～登別グランドホテル→16:35～花鐘亭はなや→17:00～登別万世閣→ 17:15～ホテルゆもと登別→17:30～第一滝本館 |
| 18:05~19:00 | メインストリート往復 | オープニングパレード オープニングセレモニー 登別小学校・オニッコマーチングバンド 登別中学校・鬼みこし エンマ大王山車運行 |
| 19:10~19:35 | メインストリート     | 前触れ太鼓 登別中学校熊舞披露 |
| 19:50~20:20 | メインストリート往復 | 鬼踊り大群舞（仮装鬼踊りコンテスト） |
| 20:25~20:45 | 第一滝本館前         | 仮装鬼踊りコンテスト審査発表 |
| 21:00~21:50 | メインストリート往復 | 鬼みこし暴れ練り込み |

極楽通り歩行者天国 12:00～22:15
※12:00～18:00の間、歩行者天国は第一滝本館～セブンイレブン前・玉乃湯～ホテルゆもと登別までの区間
日曜日
| 時間        | 場所                             | 内容                                     |
| ----------- | -------------------------------- | ---------------------------------------- |
| 13:00~15:30 | メインストリート                 | 極楽通り歩行者天国イベント、おにっこ縁日 |
| 13:00~13:30 | まつり特設舞台前                 | 登別中学校吹奏楽部演奏                   |
| 14:00~16:30 | まつり特設舞台前                 | 第52回登別地獄まつり和太鼓演奏           |
| 16:40~17:00 | まつり特設舞台前                 | おにっこ鬼踊り                           |
| 18:05~18:50 | メインストリート往復             | エンマ大王山車運行                       |
| 19:00~19:55 | メインストリート往復             | 鬼みこし暴れ練り込み/湯かけ              |
| 20:10~20:35 | メインストリート                 | 前触れ太鼓                               |
| 20:40~21:10 | メインストリート往復             | 鬼踊り大群舞                             |
| 21:30~      | 地獄谷展望台・遊歩道（観覧場所） | 地獄谷花火大会～爆裂花火～               |

極楽通り歩行者天国 12:00～22:15